# Nanne Dahlman
Pour les articles homonymes, voir Dahlman.
Nanne Dahlman (épouse Tenhovuori), née le 7 septembre 1970, est une joueuse de tennis finlandaise, professionnelle dans les années 1990.
À trois occasions, elle a joué le 3e tour en simple dans une épreuve du Grand Chelem :
- à l'Open d'Australie en 1993 et 1996 (respectivement battue par Nathalie Tauziat et Lindsay Davenport)
- à l'US Open en 1992 (battue par Steffi Graf)

Nanne Tenhovuori n'a remporté aucun tournoi WTA pendant sa carrière, mais s'est imposée dans treize tournois du circuit ITF (sept en simple, six en double)

## Palmarès

### Titre en simple dames
Aucun

### Finale en simple dames
Aucune

### Titre en double dames
Aucun

### Finale en double dames
Aucune

## Parcours en Grand Chelem

### En simple dames
| Année | Open d'Australie | Open d'Australie | Internationaux de France | Internationaux de France | Wimbledon      | Wimbledon    | US Open         | US Open          |
| ----- | ---------------- | ---------------- | ------------------------ | ------------------------ | -------------- | ------------ | --------------- | ---------------- |
| 1991  | -                | -                | 1er tour (1/64)          | Manuela Maleeva          | -              | -            | -               | -                |
| 1992  | 2e tour (1/32)   | Robin White      | 1er tour (1/64)          | Jo Durie                 | 2e tour (1/32) | MJ Fernández | 3e tour (1/16)  | Steffi Graf      |
| 1993  | 3e tour (1/16)   | Nathalie Tauziat | 1er tour (1/64)          | R. Dragomir              | 2e tour (1/32) | N. Medvedeva | 1er tour (1/64) | Christina Singer |
| 1994  | 2e tour (1/32)   | B. Reinstadler   | -                        | -                        | -              | -            | -               | -                |
| 1996  | 3e tour (1/16)   | L. Davenport     | -                        | -                        | -              | -            | 2e tour (1/32)  | Sandra Dopfer    |

À droite du résultat, l’ultime adversaire.

### En double dames
| Année | Open d'Australie             | Open d'Australie           | Internationaux de France     | Internationaux de France   | Wimbledon                    | Wimbledon                 | US Open                       | US Open                   |
| ----- | ---------------------------- | -------------------------- | ---------------------------- | -------------------------- | ---------------------------- | ------------------------- | ----------------------------- | ------------------------- |
| 1989  | -                            | -                          | 1er tour (1/32) Neige Dias   | B. Schultz A. Temesvári    | -                            | -                         | -                             | -                         |
| 1991  | 1er tour (1/32) M. Ekstrand  | Donna Faber Petra Thoren   | -                            | -                          | -                            | -                         | -                             | -                         |
| 1992  | 1er tour (1/32) Silke Frankl | A. Strnadová C. Tanvier    | -                            | -                          | -                            | -                         | 1er tour (1/32) Laura Golarsa | R. McQuillan C. Porwik    |
| 1993  | -                            | -                          | 1er tour (1/32) Louise Field | E. Maniokova Leila Meskhi  | 1er tour (1/32) Louise Field | Lori McNeil Rennae Stubbs | -                             | -                         |
| 1994  | 1er tour (1/32) K. Sharpe    | Laura Golarsa N. Medvedeva | 1er tour (1/32) Åsa Svensson | Jenny Byrne R. McQuillan   | 2e tour (1/16) Åsa Svensson  | Pam Shriver E. Smylie     | 1er tour (1/32) V. Ruano      | K. Habšudová R. Zrubáková |
| 1995  | -                            | -                          | 2e tour (1/16) K. Kschwendt  | Laura Golarsa Caroline Vis | 1er tour (1/32) Olga Lugina  | M. McGrath L. Neiland     | 1er tour (1/32) Likhovtseva   | Yone Kamio N. Kijimuta    |
| 1996  | 3e tour (1/8) Clare Wood     | Yayuk Basuki Caroline Vis  | 2e tour (1/16) Clare Wood    | Julie Halard N. Tauziat    | 1er tour (1/32) Clare Wood   | D. Jones Tessa Price      | 1er tour (1/32) Clare Wood    | Rika Hiraki Nana Miyagi   |

Sous le résultat, la partenaire ; à droite, l’ultime équipe adverse.

### En double mixte
N'a jamais participé à un tableau final.

## Parcours en Coupe de la Fédération
| #                                                                             | Date       | Lieu       | Surface                     | Gagnante(s)                      | Perdante(s)                           | Score         |          |
|                                                                               |            |            |                             |                                  |                                       |               |          |
| 1988 - 1er tour (groupe mondial) - Finlande - Hongrie - 2 : 1                 |            |            |                             |                                  |                                       |               |          |
| 1                                                                             | 05/12/1988 | Melbourne  |                             | Virag Csurgo Reeka Szikszay      | Anne Aallonen Nanne Dahlman           | 4-6, 6-4, 6-4 | Parcours |
|                                                                               |            |            |                             |                                  |                                       |               |          |
| 1988 - 2e tour (groupe mondial) - Canada - Finlande - 3 : 0                   |            |            |                             |                                  |                                       |               |          |
| 2                                                                             | 05/12/1988 | Melbourne  |                             | Jill Hetherington Helen Kelesi   | Anne Aallonen Nanne Dahlman           | 6-1, 6-1      | Parcours |
|                                                                               |            |            |                             |                                  |                                       |               |          |
| 1989 - 1er tour (groupe mondial) - Finlande - Allemagne de l'Ouest - 0 : 3    |            |            |                             |                                  |                                       |               |          |
| 3                                                                             | 03/10/1989 | Tokyo      | Dur (ext.)                  | Claudia Kohde-Kilsch             | Nanne Dahlman                         | 7-5, 6-4      | Parcours |
| 3                                                                             | 03/10/1989 | Tokyo      | Dur (ext.)                  | Bettina Bunge Isabel Cueto       | Anne Aallonen Nanne Dahlman           | 6-2, 6-3      | Parcours |
|                                                                               |            |            |                             |                                  |                                       |               |          |
| 1990 - 1er tour qualifications (groupe mondial) - Finlande - Jamaïque - 3 : 0 |            |            |                             |                                  |                                       |               |          |
| 4                                                                             | 21/07/1990 | Atlanta    | Dur (ext.)                  | Nanne Dahlman                    | J. Van Ryck de Groot                  | 6-1, 6-1      | Parcours |
| 4                                                                             | 21/07/1990 | Atlanta    | Dur (ext.)                  | Nanne Dahlman Petra Thoren       | Henrietta Harris J. Van Ryck de Groot | 6-1, 6-2      | Parcours |
|                                                                               |            |            |                             |                                  |                                       |               |          |
| 1990 - 1er tour (groupe mondial) - Finlande - Italie - 0 : 3                  |            |            |                             |                                  |                                       |               |          |
| 5                                                                             | 23/07/1990 | Atlanta    | Dur (ext.)                  | Raffaella Reggi                  | Nanne Dahlman                         | 6-2, 6-2      | Parcours |
|                                                                               |            |            |                             |                                  |                                       |               |          |
| 1991 - 1er tour (groupe mondial) - Finlande - Roumanie - 3 : 0                |            |            |                             |                                  |                                       |               |          |
| 6                                                                             | 22/07/1991 | Nottingham |                             | Nanne Dahlman                    | Ruxandra Dragomir                     | 6-0, 6-4      | Parcours |
| 6                                                                             | 22/07/1991 | Nottingham | Anne Aallonen Nanne Dahlman | Ruxandra Dragomir Irina Spîrlea  | 4-6, 6-2, 6-2                         |               | Parcours |
|                                                                               |            |            |                             |                                  |                                       |               |          |
| 1991 - 2e tour (groupe mondial) - Autriche - Finlande - 2 : 1                 |            |            |                             |                                  |                                       |               |          |
| 7                                                                             | 24/07/1991 | Nottingham |                             | Judith Wiesner                   | Nanne Dahlman                         | 7-5, 6-1      | Parcours |
|                                                                               |            |            |                             |                                  |                                       |               |          |
| 1992 - 1er tour (groupe mondial) - Finlande - CEI - 1 : 2                     |            |            |                             |                                  |                                       |               |          |
| 8                                                                             | 14/07/1992 | Francfort  | Terre (ext.)                | Elena Makarova                   | Nanne Dahlman                         | 7-62, 6-4     | Parcours |
| 8                                                                             | 14/07/1992 | Francfort  | Terre (ext.)                | Elena Makarova Eugenia Maniokova | Nanne Dahlman Petra Thoren            | 6-3, 6-2      | Parcours |
|                                                                               |            |            |                             |                                  |                                       |               |          |
| 1992 - Barrage (groupe mondial I) - Chine - Finlande - 1 : 2                  |            |            |                             |                                  |                                       |               |          |
| 9                                                                             | 16/07/1992 | Francfort  | Terre (ext.)                | Nanne Dahlman                    | Chen Li Ling                          | 7-5, 7-65     | Parcours |
| 9                                                                             | 16/07/1992 | Francfort  | Terre (ext.)                | Anne Aallonen Nanne Dahlman      | Li Fang Tang Min                      | 2-6, 6-2, 6-1 | Parcours |
|                                                                               |            |            |                             |                                  |                                       |               |          |
| 1992 - Barrage (groupe mondial I) - Finlande - Grande-Bretagne - 2 : 1        |            |            |                             |                                  |                                       |               |          |
| 10                                                                            | 17/07/1992 | Francfort  | Terre (ext.)                | Nanne Dahlman                    | Sara Gomer                            | 6-4, 6-0      | Parcours |
| 10                                                                            | 17/07/1992 | Francfort  | Terre (ext.)                | Sara Gomer Clare Wood            | Anne Aallonen Nanne Dahlman           | 6-1, 6-4      | Parcours |
|                                                                               |            |            |                             |                                  |                                       |               |          |
| 1993 - 1er tour (groupe mondial) - Chili - Finlande - 0 : 3                   |            |            |                             |                                  |                                       |               |          |
| 11                                                                            | 19/07/1993 | Francfort  | Terre (ext.)                | Nanne Dahlman                    | Paula Cabezas                         | 6-0, 6-2      | Parcours |
| 11                                                                            | 19/07/1993 | Francfort  | Terre (ext.)                | Nanne Dahlman Petra Thoren       | Paula Cabezas Barbara Castro          | 6-3, 6-1      | Parcours |
|                                                                               |            |            |                             |                                  |                                       |               |          |
| 1993 - 2e tour (groupe mondial) - Japon - Finlande - 1 : 2                    |            |            |                             |                                  |                                       |               |          |
| 12                                                                            | 21/07/1993 | Francfort  | Terre (ext.)                | Nanne Dahlman                    | Naoko Sawamatsu                       | 6-2, 6-3      | Parcours |
| 12                                                                            | 21/07/1993 | Francfort  | Terre (ext.)                | Nanne Dahlman Petra Thoren       | Rika Hiraki Nana Miyagi               | 6-4, 5-7, 6-3 | Parcours |
|                                                                               |            |            |                             |                                  |                                       |               |          |
| 1993 - 1/4 de finale (groupe mondial) - Finlande - Australie - 0 : 3          |            |            |                             |                                  |                                       |               |          |
| 13                                                                            | 22/07/1993 | Francfort  | Terre (ext.)                | Nicole Provis                    | Nanne Dahlman                         | 6-1, 6-2      | Parcours |
|                                                                               |            |            |                             |                                  |                                       |               |          |
| 1994 - 1er tour (groupe mondial) - Finlande - Slovaquie - 1 : 2               |            |            |                             |                                  |                                       |               |          |
| 14                                                                            | 18/07/1994 | Francfort  | Terre (ext.)                | Karina Habšudová                 | Nanne Dahlman                         | 6-2, 6-3      | Parcours |
| 14                                                                            | 18/07/1994 | Francfort  | Terre (ext.)                | Nanne Dahlman Petra Thoren       | Janette Husárová Katarína Studeníková | 7-64, 7-62    | Parcours |

## Classements WTA

### Classements en simple en fin de saison
| Année | 1988 | 1989 | 1990 | 1991 | 1992 | 1993 | 1994 | 1995 | 1996 | 1997 |
| Rang  | 361  | 276  | 177  | 159  | 67   | 140  | 197  | 105  | 129  | 732  |

Source : (en) « Classements de Nanne Dahlman », sur le site officiel du WTA Tour

### Classements en double en fin de saison
| Année | 1988 | 1989 | 1990 | 1991 | 1992 | 1993 | 1994 | 1995 | 1996 |
| Rang  | 446  | 161  | 235  | 205  | 158  | 113  | 109  | 130  | 64   |

Source : (en) « Classements de Nanne Dahlman », sur le site officiel du WTA Tour